# 堀健夫
堀 健夫（ほり たけお、1899年12月7日 - 1994年6月9日）は、日本の物理学者。
富山県生まれ。京都帝国大学理学部物理学科を1923年に卒業、旅順工科大学教授を経て、1935年（昭和10年）、北海道帝国大学理学部教授となる。分子が発する光のスペクトルを実験的に調べ、量子力学を使って解析するという、分光学の実験的研究を行い、この分野の後進の育成にもあたった。戦後は二度にわたって北海道大学低温科学研究所の所長を務め、霧についての「総合的研究」をリードする。北大を辞してからは、関西学院大学、京都産業大学で教壇に立った。

## 人物
堀は25歳のとき京都の旧制第三高等学校で講師として力学の授業を担当する。そのクラスに、湯川秀樹と朝永振一郎がいた。堀がつけていた「閻魔帳」からも窺えるように、二人の優秀さはその頃から抜きんでていた。
堀は1925年、朝永三十郎の長女、志づと結婚し、その弟の朝永振一郎と「振ちゃん」「健兄さん」と呼び合う間柄になる。
堀は、1926年からヨーロッパに留学し、アメリカ遊学を経て1928年に帰国する。その間、日々の研究生活や暮らしぶりを『日記』12冊に克明に記した。堀の留学先は、量子力学の創始者の一人ニールス・ボーアが主宰する「ボーア研究所」（デンマーク）であり、『日記』には、自由闊達さを尊重する研究所運営の様子や、ボーアの意外な人柄のほか、各地の研究会などで同席したアインシュタインやハイゼンベルクの様子なども書き留められている。その間、帰国した1928年に「遠紫外領域の水素分子スペクトルの解析」により京都帝国大学より学位を取得している。
留学中の堀は、機会をみてはドイツ各地やアメリカで、研究室を訪れたり物理学の授業に出席したりして、実験や講義のようすを『日記』に書き留めた。そしてそれらの体験を北海道帝国大学での教育・研究に活かし、戦前から戦後にかけ物理学の教科書も何冊か著わした。また戦後まもない窮乏の時代（1947年）に相対性理論を解説した一般向けの本を著すなど、科学の啓蒙活動にも積極的に取り組んだ。その書『壺中の天地』は、札幌の出版社・北方出版社が刊行した「理学モノグラフ」シリーズの一冊であり、地域文化の興隆にも寄与するものだった。
服部報公会賞（1931年）などを受賞。1971年、勲二等旭日重光章を受章。
兄に経済学者であり関西学院大学学長を務めた堀経夫、長男に北海道大学名誉教授でエッセイストの堀淳一がいる。

## 著作
- 『同位元素』（仁科芳雄編『量子物理学』第3巻）共立社、1938年
- 『衝突現象』（仁科芳雄編『量子物理学』第5巻）共立社、1938年
- 『宇宙と光 : 超人間的尺度の話』岩波新書、1942年
- 『光學』（物理学大系　基礎物理篇 6）みすず書房、1952年
- 『壺中の天地 : 分り易く解いた相對性理論』（理學モノグラフ 3）北方出版社、1947年
- 『物理学総論』（大野陽朗との共編）学術図書出版社、1957年